# Seuil aquatique
 (septembre 2023).

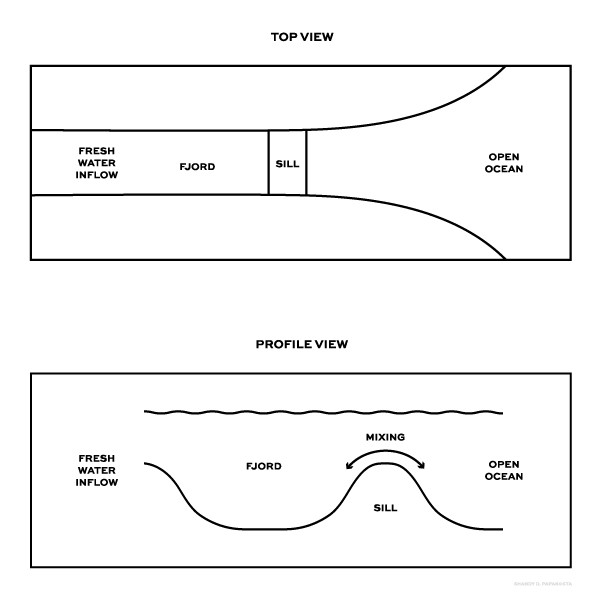
L'influence d'un seuil aquatique sur la circulation des eaux du fjord.

Un seuil aquatique (ou seuil océanique) est un type de relief de fonds marins de profondeur relativement faible (quelques dizaines à quelques centaines de mètres) qui restreint le mouvement de l'eau entre les zones benthiques d'un bassin océanique ou du fond d'un lac. Il existe environ 400 seuils océaniques, soit 0,01 % du fond marin. L'un des plus connus se trouve à l'entrée du détroit de Gibraltar.

## Origine
Les seuils aquatiques sont fréquents dans les fjords, limitant leurs échanges d'eau avec l'océan. Après la dernière période glaciaire, il y a environ 18 000 ans, les glaciers continentaux se sont étendus jusqu'aux plateaux continentaux et ont créé des vallées glaciaires en forme de U, avec de longues ouvertures étroites qui s'élèvent vers le haut près du plateau extérieur, créant ainsi des seuils.

## Effets

### Barrières de circulation
Les seuils aquatiques peuvent influencer la circulation de l'eau en limitant le mouvement des masses d'eau de fond, entraînant une séparation partielle ou totale de deux bassins. La circulation restreinte de l’eau affecte les variations temporelles de salinité et peut entraîner un appauvrissement en oxygène dans les masses d’eau plus profondes.

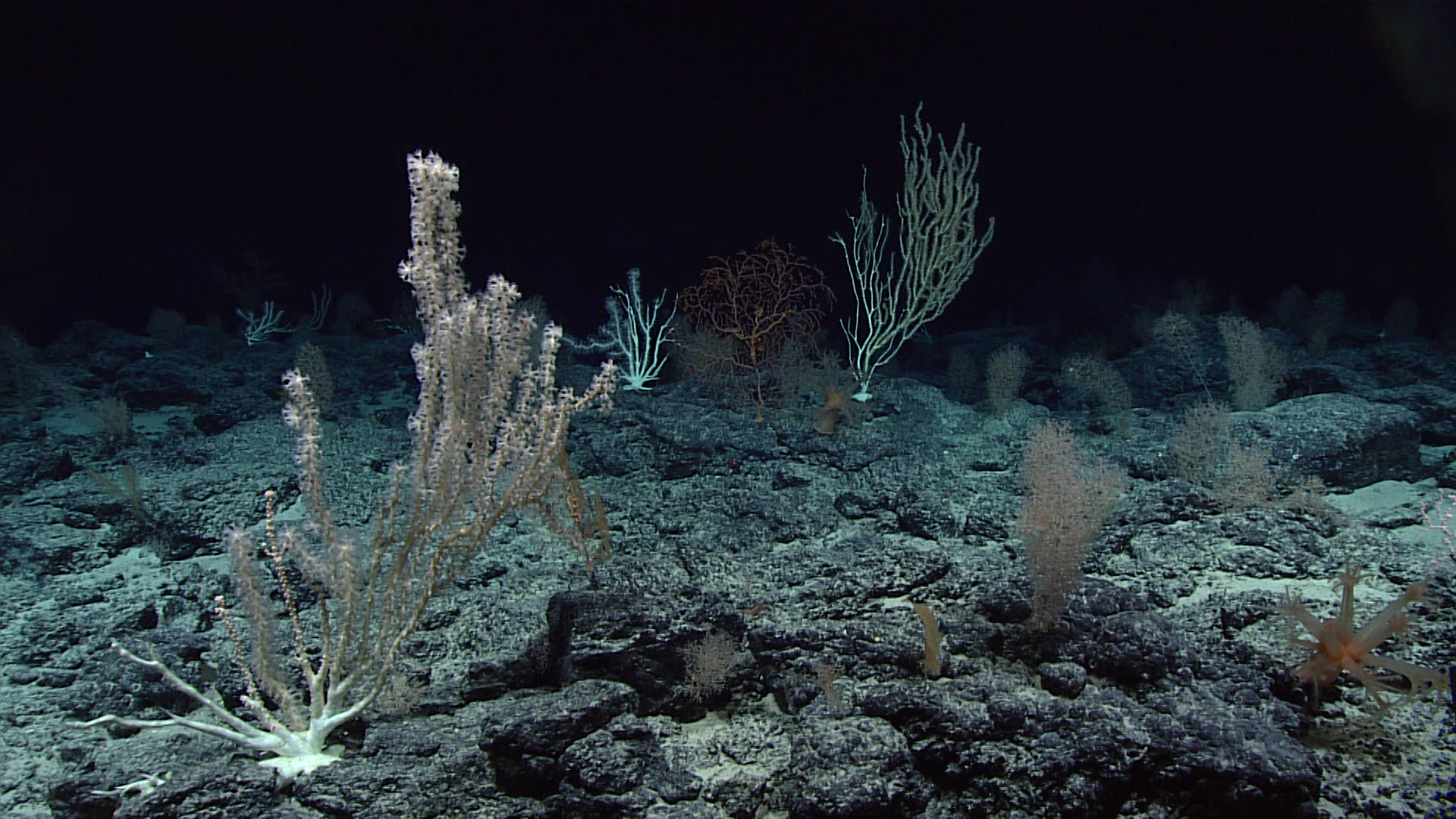
Coraux d'eau froide.

### Barrières biogéographiques
Un seuil aquatique peut constituer une barrière biogéographique pour les espèces situées entre deux bassins, qui comprennent généralement les éponges, les bryozoaires, les bivalves et les coraux d'eau froide. Ces communautés ont tendance à se développer dans des eaux très productives, telles que les zones de remontée d'eau, et à construire des récifs non tropicaux, ou biohermes, autour des seuils.

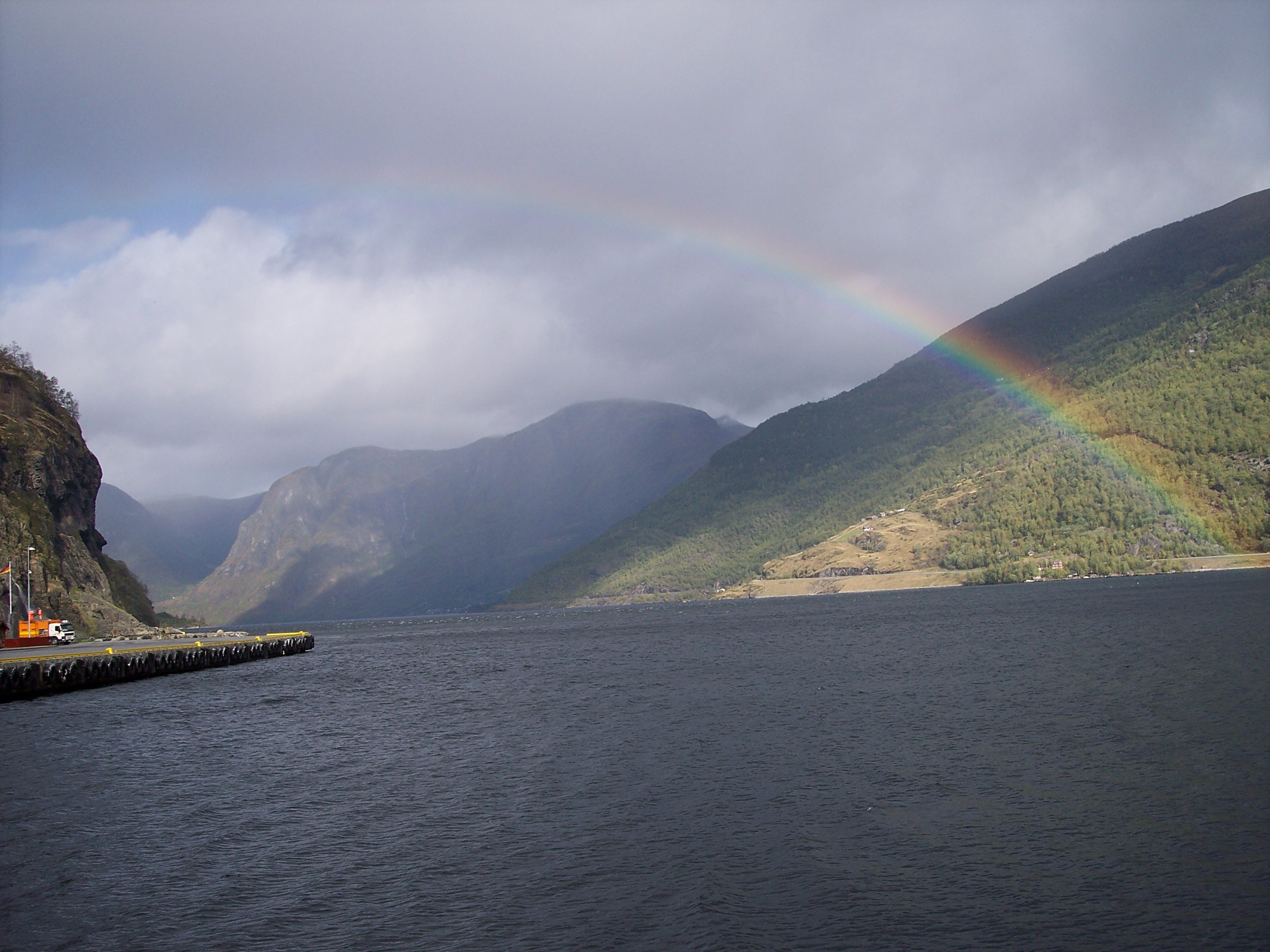
Un fjord en Norvège.

### Exemples
- Seuil Camarinal (en)
- Détroit du Danemark
- Canal de la Mona

## Voir également
- Gestion côtière et érosion côtière
- Seuil (géologie)